# Costarina
Costarina là một chi nhện trong họ Oonopidae.